# Orly
Orly là một xã trong vùng đô thị Paris, thuộc tỉnh Val-de-Marne, vùng hành chính Île-de-France của nước Pháp, có dân số là 20.470 người (thời điểm 1999). Thành phố nằm trong vùng phía nam của Paris, có Cảng hàng không Orly.